# イージーライダー (曲)
「イージーライダー」は、深田恭子のセカンドシングル。ポニーキャニオンから1999年9月1日に発売。

## 解説
プロデュースはPLAGUESの深沼元昭が手掛けた。
角川文庫'99夏の名作150CMソング。
2023年4月22日のレコード・ストア・デイに日本HMVから7インチアナログ盤がリリースされた。

## 収録曲
| 全作詞: 黒須チヒロ、全作曲・編曲: 深沼元昭。 |                                                |            |            |            |
| #                                            | タイトル                                       | 作詞       | 作曲・編曲 | リミックス |
| 1.                                           | 「イージーライダー」                           | 黒須チヒロ | 深沼元昭   |            |
| 2.                                           | 「イージーライダー（DJ SOMA GROW SOUND MIX）」 | 黒須チヒロ | DOREMI     | DJ SOMA    |
| 3.                                           | 「イージーライダー (inst)」                    | 黒須チヒロ | 深沼元昭   |            |

## 参加ミュージシャン
- 深沼元昭（Synth.programming、Guitars&Bass）
- 五十嵐慎一（Keyboards）
- 浦嶋りんこ（Chorus）
- 小池弘之グループ（Strings）